# Костянтин (Дяков)
Митрополит Костянтин (у миру — Костянтин Григорович Дьяков, 19 травня 1864, Стара Водолага — 10 листопада 1937, Київ) — український релігійний діяч. Єпископ Православної Церкви; з 1934 року митрополит Київський, екзарх України.
Жертва сталінського терору. 
19 жовтня 1993 року Ухвалою синоду УПЦ МП Костянтина зараховано до лику святих, пам'ять його відбувається 1 червня.

## Біографія
Народився 19 травня 1864 в селі Старій Водолазі Харківської губернії в родині священика. Духовну освіту отримав в Харківській семінарії, після закінчення якої, прийнявши священний сан, 23 жовтня 1891 року виведений в сан ієрея соборної церкви міста Чугуєва. В 1897 році переведений в Харків священником Христо-Різдвяної церкви, стає законовчителем харківських середніх навчальних закладів. Отримує титул протоієрея.
У 1923 році був арештований, хоча офіційних звинувачень йому пред'явлено не було і через два місяці його було звільнено. У 1924 році він приймає чернецтво з ім'ям Костянтин. 

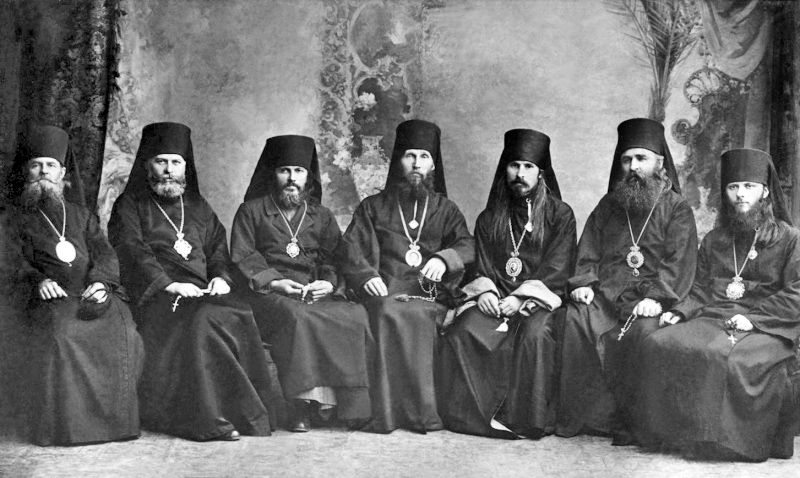
Зліва направо: єпископи Павло Кратіров, Костянтин (Дьяков), Борис (Шипулін), Євгеній Зьорнов, Онуфрій (Гагалюк), Дамаскін Цедрик, Антоній Панкеєв. Харків 1927 рік

8 вересня 1924 року Святійшим патріархом Тихоном був висвячений в єпископа Сумського, вікарія Харківської єпархії. Паралельно керував Харківською єпархією.  В 1926 був заарештований, перебував у в'язниці три тижні.

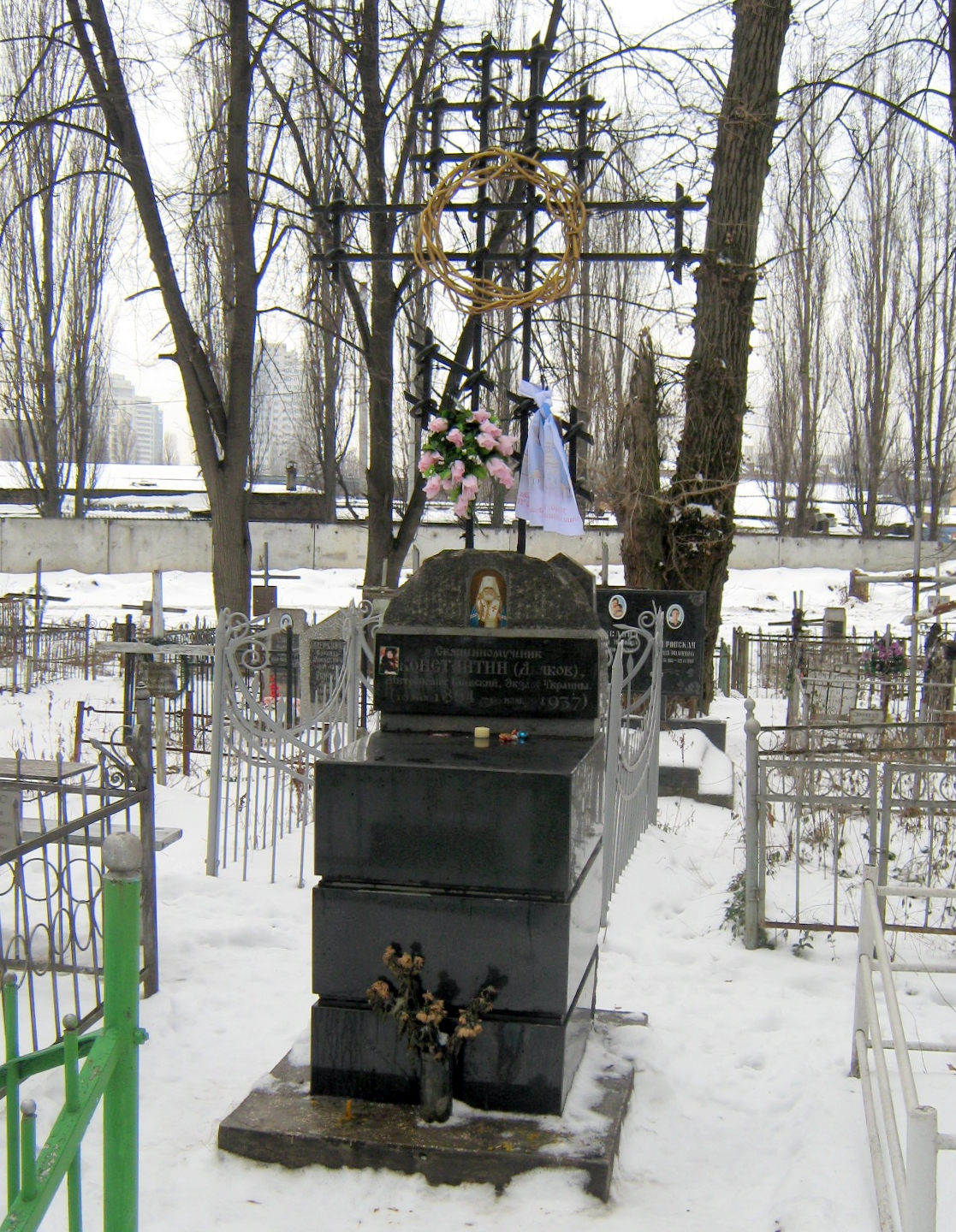
Могила Митрополита Костянтина

18 травня 1927 року владика стає членом Тимчасового Патріаршого Священного Синоду при заступнику патріаршого місцеблюстителя митрополита Сергія (Старогородського).
12 листопада 1927 року возведений у сан архієпископа і призначений архієпископом Харківським і Охтирським, а з 1929 року тимчасово займає Дніпропетровську кафедру.     
18 травня 1929 року призначений тимчасово виконувачем обов'язків Екзарха України.     
З 18 травня 1932 року — митрополит.
З 26 червня 1934 року — митрополит Київський
У 1935 році рішенням Священного Синоду Руської Православної Церкви митрополит Костянтин (Дьяков) був призначений Екзархом України.
16 вересня 1937 року владику Костянтина посадили до Лук'янівської в'язниці. В обвинувальній довідці навпроти прізвища Дьяков значиться: «… активний член антирадянської фашистської контрреволюційної організації церковників-тихоновців».
10 листопада 1937 року загинув під час допиту. Похований в Києві на Лук'янівському цвинтарі (ділянка №45-ІІ), де відбувалися масові таємні поховання розстріляних у Києво-Лук'янівській в'язниці НКВС.
19 жовтня 1993 канонізований Ухвалою синоду УПЦ МП.